# Ayşen Gruda
Ayşen Gruda (Yeşilköy, Estambul, 22 de agosto de 1944-23 de enero de 2019) fue una actriz y comediante turca. 

## Biografía
Su familia paterna era de origen albanés. Sus hermanas Ayben y Ayten también se convirtieron en actrices. 
Gruda apareció en varios musicales como "Mum Söndü", "Deve Kuşu Kabare", "Hababam Sınıfı Müzikali" y "Yedi Kocalı Hürmüz". Su papel en el sketch de Her Domates Güzeli Nahide Şerbet en televisión le ganó el apodo de "Domates Güzeli". Ella apareció en más de 100 películas, incluyendo películas clásicas como; Tosun Paşa, Süt Kardeşler, Gülen Gözler, Şabanoğlu Şaban, Hababam Sınıfı y Neşeli Günler.
Gruda murió el 23 de enero de 2019 de cáncer de páncreas en Estambul a la edad de 74 años.